# Фудбалски савез Њемачке
Фудбалски савез Њемачке (ДФБ) је организација која управља фудбалом у Њемачкој са седиштем у Франкфурту.
Организује Бундеслигу, 2. Бундеслигу, 3. Лигу, фудбалску репрезентацију Њемачке као и друге лиге.
Савез је основан у годину 1900. у Лајпцигу